# Woiwodschaft Posen (bis 1793)

Die Woiwodschaft Posen (rot) im Königreich Polen-Litauen

Die Woiwodschaft Posen (polnisch Województwo poznańskie) war eine Verwaltungseinheit in der großpolnischen Provinz als Teil des Königreiches Polen beziehungsweise Polen-Litauens. Sie bestand vom Jahr 1320 bis 1793. Sitz des Woiwoden war die Stadt Posen. 
Die Sejm-Abgeordneten trafen sich regelmäßig in Posen zu einem Generalsejmik. Im späten 16. Jahrhundert hatte sie eine Fläche von 16.166 km². Die Woiwodschaft gehörte zur Provinz Großpolen. Ihr Gebiet macht heute den östlichen Teil des Territoriums der Woiwodschaft Großpolen. Die Woiwodschaft entsandte neun Senatoren in den polnisch-litauischen Senat: den Bischof von Posen, Woiwoden von Posen und den Kastellanen von Posen sowie sechs weitere Kastellanen. Der Sejmik entsandte 12 Abgeordnete ins polnisch-litauische Abgeordnetenhaus und vier Tribunalrichter. Die Woiwodschaft wurde in vier Kreise getrennt. Im Zuge der zweiten polnischen Teilung 1793 ging das Gebiet mit um 276 700 Einwohnern zum größten Teil zur Provinz Südpreußen.